# Liste der Nummer-eins-Hits in den britischen Charts (1999)
Dies ist eine Liste der Nummer-eins-Hits in den britischen Charts im Jahr 1999. Sie basiert auf den Official Singles Chart Top 100 und den Albums Chart Top 100, die vom Chart Information Network ermittelt werden. Es gab in diesem Jahr 36 Nummer-eins-Singles und 19 Nummer-eins-Alben.

## Singles
| ← 1998 ← | Liste der Nummer-eins-Hits in den britischen Charts | Liste der Nummer-eins-Hits in den britischen Charts | Liste der Nummer-eins-Hits in den britischen Charts | 2000 →                    |
| \| Zeitraum \| Wo. ges. \| Interpret \| Titel Autor(en) \| Zusätzliche Informationen \| \| (Zeitraum, Wochen auf Platz eins, Interpret, Titel, Autor[en], zusätzliche Informationen) \| \| \| \| \| \| ----------------------------------------------------------------------------------------- \| -------- \| ------------------------------------ \| ---------------------------------------------- \| ------------------------- \| \| 27. Dezember 1998 – 2. Januar 1999 1 Woche \| 1 \| Chef \| Chocolate Salty Balls (PS I Love You) \| – \| \| 3. Januar 1999 – 9. Januar 1999 1 Woche \| 1 \| Steps \| Heartbeat / Tragedy \| – \| \| 10. Januar 1999 – 16. Januar 1999 1 Woche \| 1 \| Fatboy Slim \| Praise You \| – \| \| 17. Januar 1999 – 23. Januar 1999 1 Woche \| 1 \| 911 \| A Little Bit More \| – \| \| 24. Januar 1999 – 30. Januar 1999 1 Woche \| 1 \| The Offspring \| Pretty Fly (for a White Guy) \| – \| \| 31. Januar 1999 – 6. Februar 1999 1 Woche \| 1 \| Armand van Helden feat. Duane Harden \| You Don’t Know Me \| – \| \| 7. Februar 1999 – 13. Februar 1999 1 Woche \| 1 \| Blondie \| Maria \| – \| \| 14. Februar 1999 – 20. Februar 1999 1 Woche \| 1 \| Lenny Kravitz \| Fly Away \| – \| \| 21. Februar 1999 – 6. März 1999 2 Wochen \| 2 \| Britney Spears \| … Baby One More Time \| – \| \| 7. März 1999 – 20. März 1999 2 Wochen \| 2 \| Boyzone \| When the Going Gets Tough, the Tough Get Going \| – \| \| 21. März 1999 – 27. März 1999 1 Woche \| 1 \| B*Witched \| Blame It on the Weatherman \| – \| \| 28. März 1999 – 10. April 1999 2 Wochen \| 2 \| Mr. Oizo \| Flat Beat \| – \| \| 11. April 1999 – 24. April 1999 2 Wochen \| 2 \| Martine McCutcheon \| Perfect Moment \| – \| \| 25. April 1999 – 8. Mai 1999 2 Wochen \| 2 \| Westlife \| Swear It Again \| – \| \| 9. Mai 1999 – 15. Mai 1999 1 Woche \| 1 \| Backstreet Boys \| I Want It That Way \| – \| \| 16. Mai 1999 – 22. Mai 1999 1 Woche \| 1 \| Boyzone \| You Needed Me \| – \| \| 23. Mai 1999 – 5. Juni 1999 2 Wochen \| 2 \| Shanks & Bigfoot \| Sweet Like Chocolate \| – \| \| 6. Juni 1999 – 12. Juni 1999 1 Woche \| 1 \| Baz Luhrmann \| Everybody’s Free (To Wear Sunscreen) \| – \| \| 13. Juni 1999 – 19. Juni 1999 1 Woche \| 1 \| S Club 7 \| Bring It All Back \| – \| \| 20. Juni 1999 – 26. Juni 1999 1 Woche \| 1 \| Vengaboys \| Boom, Boom, Boom, Boom!! \| – \| \| 27. Juni 1999 – 10. Juli 1999 2 Wochen \| 2 \| ATB \| 9 PM (Till I Come) \| – \| \| 11. Juli 1999 – 31. Juli 1999 3 Wochen \| 3 \| Ricky Martin \| Livin' la Vida Loca \| – \| \| 1. August 1999 – 14. August 1999 2 Wochen \| 2 \| Ronan Keating \| When You Say Nothing at All \| – \| \| 15. August 1999 – 21. August 1999 1 Woche \| 1 \| Westlife \| If I Let You Go \| – \| \| 22. August 1999 – 28. August 1999 1 Woche \| 1 \| Geri Halliwell \| Mi Chico Latino \| – \| \| 29. August 1999 – 11. September 1999 2 Wochen \| 2 \| Lou Bega \| Mambo No. 5 (A Little Bit Of …) \| – \| \| 12. September 1999 – 18. September 1999 1 Woche \| 1 \| Vengaboys \| We’re Going to Ibiza \| – \| \| 19. September 1999 – 9. Oktober 1999 3 Wochen \| 3 \| Eiffel 65 \| Blue (Da Ba Dee) \| – \| \| 10. Oktober 1999 – 23. Oktober 1999 2 Wochen \| 2 \| Christina Aguilera \| Genie in a Bottle \| – \| \| 24. Oktober 1999 – 30. Oktober 1999 1 Woche \| 1 \| Westlife \| Flying Without Wings \| – \| \| 31. Oktober 1999 – 6. November 1999 1 Woche \| 1 \| Five \| Keep On Movin’ \| – \| \| 7. November 1999 – 13. November 1999 1 Woche \| 1 \| Geri Halliwell \| Lift Me Up \| – \| \| 14. November 1999 – 20. November 1999 1 Woche \| 1 \| Robbie Williams \| She’s the One / It’s Only Us \| – \| \| 21. November 1999 – 27. November 1999 1 Woche \| 1 \| Wamdue Project \| King of My Castle \| – \| \| 28. November 1999 – 18. Dezember 1999 3 Wochen \| 3 \| Cliff Richard \| The Millennium Prayer \| – \| \| 19. Dezember 1999 – 15. Januar 2000 4 Wochen \| 4 \| Westlife \| I Have a Dream / Seasons in the Sun \| – \| |                                                     |                                                     |                                                     |                           |
| ← 1998 |                                                     |                                                     |                                                     | → 2000 →                  |
| Zeitraum | Wo. ges.                                            | Interpret                                           | Titel Autor(en)                                     | Zusätzliche Informationen |
| (Zeitraum, Wochen auf Platz eins, Interpret, Titel, Autor[en], zusätzliche Informationen) |                                                     |                                                     |                                                     |                           |
| 27. Dezember 1998 – 2. Januar 1999 1 Woche | 1                                                   | Chef                                                | Chocolate Salty Balls (PS I Love You)               | –                         |
| 3. Januar 1999 – 9. Januar 1999 1 Woche | 1                                                   | Steps                                               | Heartbeat / Tragedy                                 | –                         |
| 10. Januar 1999 – 16. Januar 1999 1 Woche | 1                                                   | Fatboy Slim                                         | Praise You                                          | –                         |
| 17. Januar 1999 – 23. Januar 1999 1 Woche | 1                                                   | 911                                                 | A Little Bit More                                   | –                         |
| 24. Januar 1999 – 30. Januar 1999 1 Woche | 1                                                   | The Offspring                                       | Pretty Fly (for a White Guy)                        | –                         |
| 31. Januar 1999 – 6. Februar 1999 1 Woche | 1                                                   | Armand van Helden feat. Duane Harden                | You Don’t Know Me                                   | –                         |
| 7. Februar 1999 – 13. Februar 1999 1 Woche | 1                                                   | Blondie                                             | Maria                                               | –                         |
| 14. Februar 1999 – 20. Februar 1999 1 Woche | 1                                                   | Lenny Kravitz                                       | Fly Away                                            | –                         |
| 21. Februar 1999 – 6. März 1999 2 Wochen | 2                                                   | Britney Spears                                      | … Baby One More Time                                | –                         |
| 7. März 1999 – 20. März 1999 2 Wochen | 2                                                   | Boyzone                                             | When the Going Gets Tough, the Tough Get Going      | –                         |
| 21. März 1999 – 27. März 1999 1 Woche | 1                                                   | B*Witched                                           | Blame It on the Weatherman                          | –                         |
| 28. März 1999 – 10. April 1999 2 Wochen | 2                                                   | Mr. Oizo                                            | Flat Beat                                           | –                         |
| 11. April 1999 – 24. April 1999 2 Wochen | 2                                                   | Martine McCutcheon                                  | Perfect Moment                                      | –                         |
| 25. April 1999 – 8. Mai 1999 2 Wochen | 2                                                   | Westlife                                            | Swear It Again                                      | –                         |
| 9. Mai 1999 – 15. Mai 1999 1 Woche | 1                                                   | Backstreet Boys                                     | I Want It That Way                                  | –                         |
| 16. Mai 1999 – 22. Mai 1999 1 Woche | 1                                                   | Boyzone                                             | You Needed Me                                       | –                         |
| 23. Mai 1999 – 5. Juni 1999 2 Wochen | 2                                                   | Shanks & Bigfoot                                    | Sweet Like Chocolate                                | –                         |
| 6. Juni 1999 – 12. Juni 1999 1 Woche | 1                                                   | Baz Luhrmann                                        | Everybody’s Free (To Wear Sunscreen)                | –                         |
| 13. Juni 1999 – 19. Juni 1999 1 Woche | 1                                                   | S Club 7                                            | Bring It All Back                                   | –                         |
| 20. Juni 1999 – 26. Juni 1999 1 Woche | 1                                                   | Vengaboys                                           | Boom, Boom, Boom, Boom!!                            | –                         |
| 27. Juni 1999 – 10. Juli 1999 2 Wochen | 2                                                   | ATB                                                 | 9 PM (Till I Come)                                  | –                         |
| 11. Juli 1999 – 31. Juli 1999 3 Wochen | 3                                                   | Ricky Martin                                        | Livin' la Vida Loca                                 | –                         |
| 1. August 1999 – 14. August 1999 2 Wochen | 2                                                   | Ronan Keating                                       | When You Say Nothing at All                         | –                         |
| 15. August 1999 – 21. August 1999 1 Woche | 1                                                   | Westlife                                            | If I Let You Go                                     | –                         |
| 22. August 1999 – 28. August 1999 1 Woche | 1                                                   | Geri Halliwell                                      | Mi Chico Latino                                     | –                         |
| 29. August 1999 – 11. September 1999 2 Wochen | 2                                                   | Lou Bega                                            | Mambo No. 5 (A Little Bit Of …)                     | –                         |
| 12. September 1999 – 18. September 1999 1 Woche | 1                                                   | Vengaboys                                           | We’re Going to Ibiza                                | –                         |
| 19. September 1999 – 9. Oktober 1999 3 Wochen | 3                                                   | Eiffel 65                                           | Blue (Da Ba Dee)                                    | –                         |
| 10. Oktober 1999 – 23. Oktober 1999 2 Wochen | 2                                                   | Christina Aguilera                                  | Genie in a Bottle                                   | –                         |
| 24. Oktober 1999 – 30. Oktober 1999 1 Woche | 1                                                   | Westlife                                            | Flying Without Wings                                | –                         |
| 31. Oktober 1999 – 6. November 1999 1 Woche | 1                                                   | Five                                                | Keep On Movin’                                      | –                         |
| 7. November 1999 – 13. November 1999 1 Woche | 1                                                   | Geri Halliwell                                      | Lift Me Up                                          | –                         |
| 14. November 1999 – 20. November 1999 1 Woche | 1                                                   | Robbie Williams                                     | She’s the One / It’s Only Us                        | –                         |
| 21. November 1999 – 27. November 1999 1 Woche | 1                                                   | Wamdue Project                                      | King of My Castle                                   | –                         |
| 28. November 1999 – 18. Dezember 1999 3 Wochen | 3                                                   | Cliff Richard                                       | The Millennium Prayer                               | –                         |
| 19. Dezember 1999 – 15. Januar 2000 4 Wochen | 4                                                   | Westlife                                            | I Have a Dream / Seasons in the Sun                 | –                         |

## Alben
| ← 1998 ← | Liste der Nummer-eins-Hits in den britischen Charts | Liste der Nummer-eins-Hits in den britischen Charts | Liste der Nummer-eins-Hits in den britischen Charts | 2000 →                    |
| \| Zeitraum \| Wo. ges. \| Interpret \| Titel \| Zusätzliche Informationen \| \| (Zeitraum, Wochen auf Platz eins, Interpret, Titel, zusätzliche Informationen) \| \| \| \| \| \| ------------------------------------------------------------------------------ \| -------- \| --------------------- \| -------------------------------- \| ------------------------- \| \| 15. November 1998 – 9. Januar 1999 8 Wochen \| 8 \| George Michael \| Ladies & Gentlemen – The Best Of \| – \| \| 10. Januar 1999 – 16. Januar 1999 1 Woche (insgesamt 3) \| 3 \| Robbie Williams \| I’ve Been Expecting You \| – \| \| 17. Januar 1999 – 13. Februar 1999 4 Wochen \| 4 \| Fatboy Slim \| You’ve Come a Long Way, Baby \| – \| \| 14. Februar 1999 – 20. Februar 1999 1 Woche (insgesamt 3) \| 3 \| Robbie Williams \| I’ve Been Expecting You \| – \| \| 21. Februar 1999 – 13. März 1999 3 Wochen (insgesamt 10) \| 10 \| The Corrs \| Talk on Corners \| – \| \| 14. März 1999 – 20. März 1999 1 Woche \| 1 \| Stereophonics \| Performance and Cocktails \| – \| \| 21. März 1999 – 3. April 1999 2 Wochen \| 2 \| Blur \| 13 \| – \| \| 4. April 1999 – 10. April 1999 1 Woche (insgesamt 10) \| 10 \| The Corrs \| Talk on Corners \| – \| \| 11. April 1999 – 17. April 1999 1 Woche (insgesamt 8) \| 8 \| ABBA \| ABBA Gold – Greatest Hits \| – \| \| 18. April 1999 – 24. April 1999 1 Woche \| 1 \| Catatonia \| Equally Cursed and Blessed \| – \| \| 25. April 1999 – 8. Mai 1999 2 Wochen (insgesamt 8) \| 8 \| ABBA \| ABBA Gold – Greatest Hits \| – \| \| 9. Mai 1999 – 15. Mai 1999 1 Woche \| 1 \| Suede \| Head Music \| – \| \| 16. Mai 1999 – 22. Mai 1999 1 Woche \| 1 \| Texas \| Hush \| – \| \| 23. Mai 1999 – 5. Juni 1999 2 Wochen (insgesamt 8) \| 8 \| ABBA \| ABBA Gold – Greatest Hits \| – \| \| 6. Juni 1999 – 19. Juni 1999 2 Wochen (insgesamt 9) \| 9 \| Boyzone \| By Request \| – \| \| 20. Juni 1999 – 26. Juni 1999 1 Woche \| 1 \| Jamiroquai \| Synkronized \| – \| \| 27. Juni 1999 – 3. Juli 1999 1 Woche \| 1 \| The Chemical Brothers \| Surrender \| – \| \| 4. Juli 1999 – 21. August 1999 7 Wochen (insgesamt 9) \| 9 \| Boyzone \| By Request \| – \| \| 22. August 1999 – 4. September 1999 2 Wochen (insgesamt 9) \| 9 \| Travis \| The Man Who \| – \| \| 5. September 1999 – 25. September 1999 3 Wochen (insgesamt 11) \| 11 \| Shania Twain \| Come On Over \| – \| \| 26. September 1999 – 2. Oktober 1999 1 Woche \| 1 \| Leftfield \| Rhythm and Stealth \| – \| \| 3. Oktober 1999 – 9. Oktober 1999 1 Woche (insgesamt 3) \| 3 \| Tom Jones \| Reload \| – \| \| 10. Oktober 1999 – 30. Oktober 1999 3 Wochen (insgesamt 11) \| 11 \| Shania Twain \| Come On Over \| – \| \| 31. Oktober 1999 – 20. November 1999 3 Wochen (insgesamt 4) \| 4 \| Steps \| Steptacular \| – \| \| 21. November 1999 – 27. November 1999 1 Woche \| 1 \| Céline Dion \| All the Way... A Decade of Song \| – \| \| 28. November 1999 – 4. Dezember 1999 1 Woche (insgesamt 4) \| 4 \| Steps \| Steptacular \| – \| \| 5. Dezember 1999 – 8. Januar 2000 5 Wochen (insgesamt 11) \| 11 \| Shania Twain \| Come On Over \| – \| |                                                     |                                                     |                                                     |                           |
| ← 1998 |                                                     |                                                     |                                                     | → 2000 →                  |
| Zeitraum | Wo. ges.                                            | Interpret                                           | Titel                                               | Zusätzliche Informationen |
| (Zeitraum, Wochen auf Platz eins, Interpret, Titel, zusätzliche Informationen) |                                                     |                                                     |                                                     |                           |
| 15. November 1998 – 9. Januar 1999 8 Wochen | 8                                                   | George Michael                                      | Ladies & Gentlemen – The Best Of                    | –                         |
| 10. Januar 1999 – 16. Januar 1999 1 Woche (insgesamt 3) | 3                                                   | Robbie Williams                                     | I’ve Been Expecting You                             | –                         |
| 17. Januar 1999 – 13. Februar 1999 4 Wochen | 4                                                   | Fatboy Slim                                         | You’ve Come a Long Way, Baby                        | –                         |
| 14. Februar 1999 – 20. Februar 1999 1 Woche (insgesamt 3) | 3                                                   | Robbie Williams                                     | I’ve Been Expecting You                             | –                         |
| 21. Februar 1999 – 13. März 1999 3 Wochen (insgesamt 10) | 10                                                  | The Corrs                                           | Talk on Corners                                     | –                         |
| 14. März 1999 – 20. März 1999 1 Woche | 1                                                   | Stereophonics                                       | Performance and Cocktails                           | –                         |
| 21. März 1999 – 3. April 1999 2 Wochen | 2                                                   | Blur                                                | 13                                                  | –                         |
| 4. April 1999 – 10. April 1999 1 Woche (insgesamt 10) | 10                                                  | The Corrs                                           | Talk on Corners                                     | –                         |
| 11. April 1999 – 17. April 1999 1 Woche (insgesamt 8) | 8                                                   | ABBA                                                | ABBA Gold – Greatest Hits                           | –                         |
| 18. April 1999 – 24. April 1999 1 Woche | 1                                                   | Catatonia                                           | Equally Cursed and Blessed                          | –                         |
| 25. April 1999 – 8. Mai 1999 2 Wochen (insgesamt 8) | 8                                                   | ABBA                                                | ABBA Gold – Greatest Hits                           | –                         |
| 9. Mai 1999 – 15. Mai 1999 1 Woche | 1                                                   | Suede                                               | Head Music                                          | –                         |
| 16. Mai 1999 – 22. Mai 1999 1 Woche | 1                                                   | Texas                                               | Hush                                                | –                         |
| 23. Mai 1999 – 5. Juni 1999 2 Wochen (insgesamt 8) | 8                                                   | ABBA                                                | ABBA Gold – Greatest Hits                           | –                         |
| 6. Juni 1999 – 19. Juni 1999 2 Wochen (insgesamt 9) | 9                                                   | Boyzone                                             | By Request                                          | –                         |
| 20. Juni 1999 – 26. Juni 1999 1 Woche | 1                                                   | Jamiroquai                                          | Synkronized                                         | –                         |
| 27. Juni 1999 – 3. Juli 1999 1 Woche | 1                                                   | The Chemical Brothers                               | Surrender                                           | –                         |
| 4. Juli 1999 – 21. August 1999 7 Wochen (insgesamt 9) | 9                                                   | Boyzone                                             | By Request                                          | –                         |
| 22. August 1999 – 4. September 1999 2 Wochen (insgesamt 9) | 9                                                   | Travis                                              | The Man Who                                         | –                         |
| 5. September 1999 – 25. September 1999 3 Wochen (insgesamt 11) | 11                                                  | Shania Twain                                        | Come On Over                                        | –                         |
| 26. September 1999 – 2. Oktober 1999 1 Woche | 1                                                   | Leftfield                                           | Rhythm and Stealth                                  | –                         |
| 3. Oktober 1999 – 9. Oktober 1999 1 Woche (insgesamt 3) | 3                                                   | Tom Jones                                           | Reload                                              | –                         |
| 10. Oktober 1999 – 30. Oktober 1999 3 Wochen (insgesamt 11) | 11                                                  | Shania Twain                                        | Come On Over                                        | –                         |
| 31. Oktober 1999 – 20. November 1999 3 Wochen (insgesamt 4) | 4                                                   | Steps                                               | Steptacular                                         | –                         |
| 21. November 1999 – 27. November 1999 1 Woche | 1                                                   | Céline Dion                                         | All the Way... A Decade of Song                     | –                         |
| 28. November 1999 – 4. Dezember 1999 1 Woche (insgesamt 4) | 4                                                   | Steps                                               | Steptacular                                         | –                         |
| 5. Dezember 1999 – 8. Januar 2000 5 Wochen (insgesamt 11) | 11                                                  | Shania Twain                                        | Come On Over                                        | –                         |

Die Angaben basieren auf den offiziellen Verkaufshitparaden des Chart Information Network für das Vereinigte Königreich. Die Datumsangaben beziehen sich auf das Gültigkeitsdatum der Charts, also jeweils die auf die Verkaufswoche folgende Woche.

## Jahreshitparaden
| ← 1998 ← | Liste der Nummer-eins-Hits in den britischen Charts | Liste der Nummer-eins-Hits in den britischen Charts | Liste der Nummer-eins-Hits in den britischen Charts | 2000 →   |
| \| Singles \| Position# \| Alben \| \| ------------------------------------------------------ \| --------- \| --------------------------------------- \| \| … Baby One More Time Britney Spears \| 1 \| Come On Over Shania Twain \| \| Blue (Da Ba Dee) Eiffel 65 \| 2 \| By Request Boyzone \| \| The Millennium Prayer Cliff Richard \| 3 \| The Man Who Travis \| \| Mambo No. 5 (A Little Bit Of …) Lou Bega \| 4 \| ABBA Gold – Greatest Hits ABBA \| \| 9 PM (Till I Come) ATB \| 5 \| Performance and Cocktails Stereophonics \| \| Livin’ la Vida Loca Ricky Martin \| 6 \| I’ve Been Expecting You Robbie Williams \| \| That Don’t Impress Me Much Shania Twain \| 7 \| Steptacular Steps \| \| Sweet Like Chocolate Shanks & Bigfoot \| 8 \| Westlife \| \| When the Going Gets Tough, the Tough Get Going Boyzone \| 9 \| Talk on Corners The Corrs \| \| Bring It All Back S Club 7 \| 10 \| On How Life Is Macy Gray \| |                                                     |                                                     |                                                     |          |
| ← 1998 |                                                     |                                                     |                                                     | → 2000 → |
| Singles | Position#                                           | Alben                                               |                                                     |          |
| … Baby One More Time Britney Spears | 1                                                   | Come On Over Shania Twain                           |                                                     |          |
| Blue (Da Ba Dee) Eiffel 65 | 2                                                   | By Request Boyzone                                  |                                                     |          |
| The Millennium Prayer Cliff Richard | 3                                                   | The Man Who Travis                                  |                                                     |          |
| Mambo No. 5 (A Little Bit Of …) Lou Bega | 4                                                   | ABBA Gold – Greatest Hits ABBA                      |                                                     |          |
| 9 PM (Till I Come) ATB | 5                                                   | Performance and Cocktails Stereophonics             |                                                     |          |
| Livin’ la Vida Loca Ricky Martin | 6                                                   | I’ve Been Expecting You Robbie Williams             |                                                     |          |
| That Don’t Impress Me Much Shania Twain | 7                                                   | Steptacular Steps                                   |                                                     |          |
| Sweet Like Chocolate Shanks & Bigfoot | 8                                                   | Westlife                                            |                                                     |          |
| When the Going Gets Tough, the Tough Get Going Boyzone | 9                                                   | Talk on Corners The Corrs                           |                                                     |          |
| Bring It All Back S Club 7 | 10                                                  | On How Life Is Macy Gray                            |                                                     |          |